# Colonne Christophe Colomb (Barcelone)
Pour les articles homonymes, voir Christophe Colomb (homonymie).
La colonne Christophe Colomb est une colonne commémorative de Barcelone conçue par l'architecte Gaietà Buïgas, élevée en 1888 en l’honneur de Christophe Colomb, sur la Rambla.

## Description
Érigée sur le port de la ville, face au bâtiment de l'Autorité du Port de Barcelone, à l’occasion de l’exposition universelle, d’une hauteur de soixante mètres, le monument constitué d’un socle de pierre et d’une colonne de fer, est surmonté d’une sculpture de Rafael Atché représentant l’explorateur, le bras droit symboliquement tendu vers la mer.
La base de la colonne est constituée de quatre niveaux d’escalier ornés de six lions et surmontés de huit bas-reliefs de bronze, ainsi que de sculptures illustrant la vie de Christophe Colomb.
À l’intérieur du monument se trouve un ascenseur qui permet d'accéder au mirador, situé sous la statue, d'où l'on jouit d'une vue panoramique sur le port et sur la Rambla. L'ascenseur et le mirador étant très étroits (remarquez le diamètre de la colonne), la colonne Christophe Colomb ne peut accueillir plus d'une quinzaine de personnes dans une durée limitée.
Sa construction a fait l'objet d'une polémique, la souscription populaire ouverte pour son financement s'étant révélée largement insuffisante, dut être compensée par la ville, ce qui fut critiqué. La colonne est aujourd'hui l'un des monuments emblématiques de la ville.

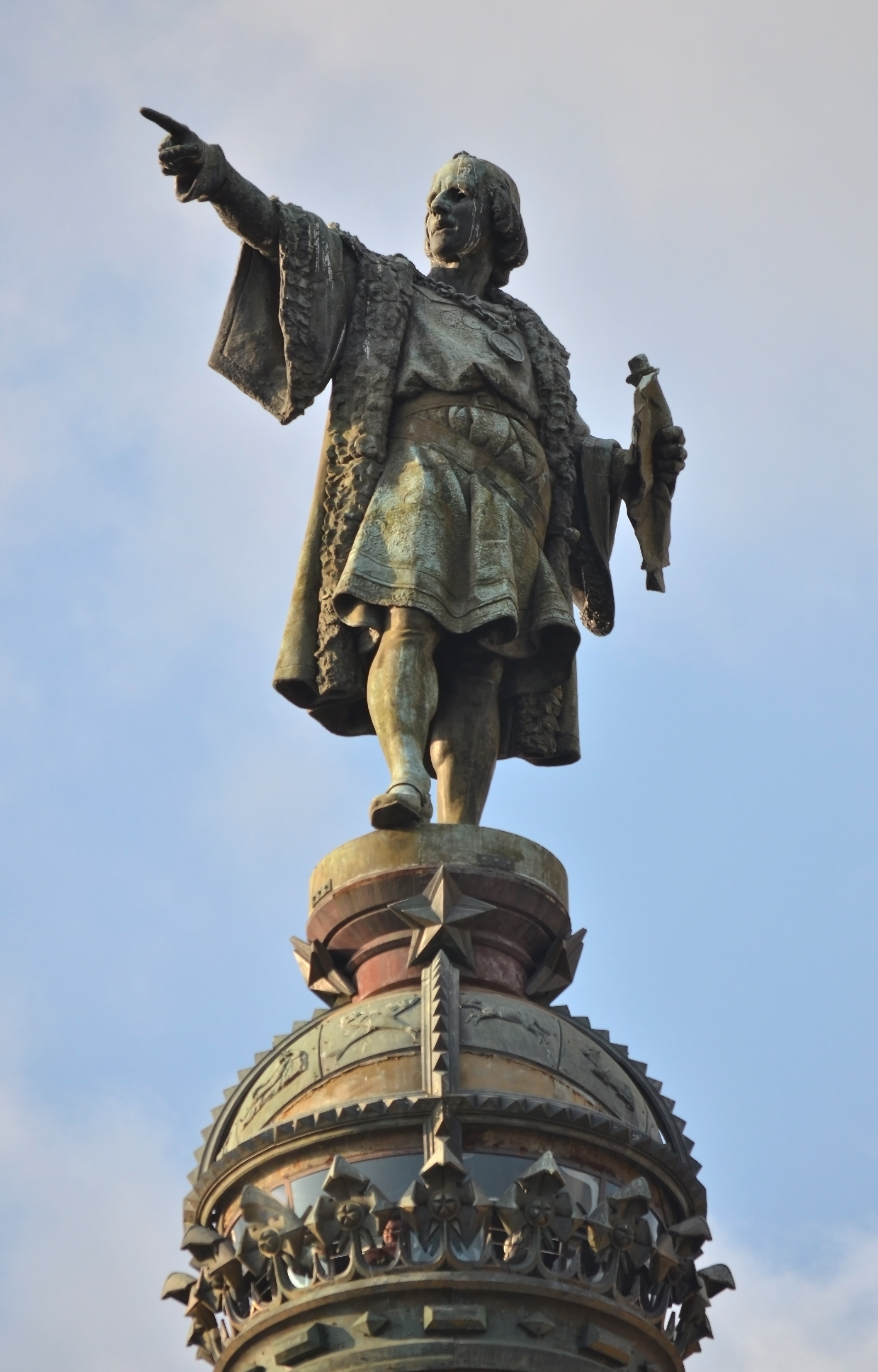
Statue du navigateur au sommet de la colonne.